# Ареа Продутива Кастело Бентивољо (Болоња)
Ареа Продутива Кастело Бентивољо је насеље у Италији у округу Болоња, региону Емилија-Ромања.
Према процени из 2011. у насељу је живело 24 становника. Насеље се налази на надморској висини од 18 м.